# Коммунистическая партия Аргентины

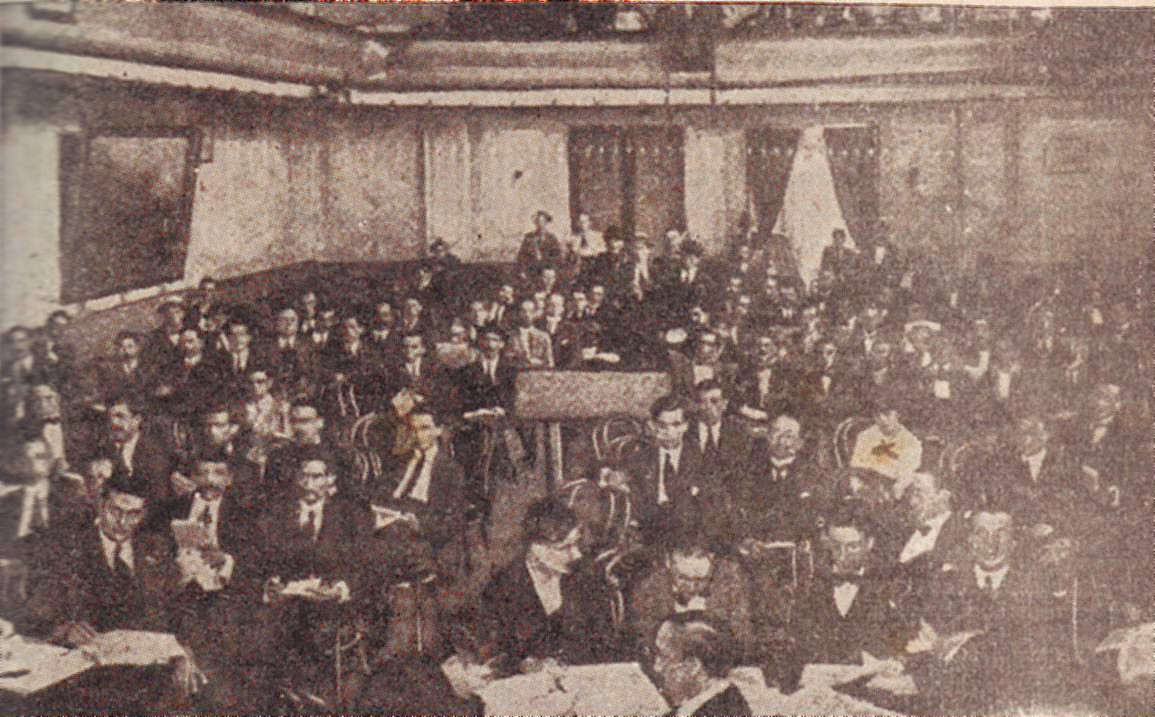
Учредительный съезд Коммунистической партии Аргентины в 1918 г.

Коммунистическая партия Аргентины (исп. Partido Comunista de la Argentina) — аргентинская политическая партия, образованная как Интернациональная социалистическая партия 6 января 1918 года в результате раскола в Социалистической партии. В 1919 году разорвала отношения со II Интернационалом и установила связи с Коминтерном, в который её приняли в 1920 году. Тогда же поменяла своё название.

## История
Основатели — Луис Эмилио Рекабаррен, Викторио Кодовилья, Родольфо Гиольди и др.
В 1930-х годах стала проводником коминтерновской политики на континенте, под руководством её генерального секретаря Викторио Кодовильи были проведены чистки от «анархистских», «троцкистских» и прочих «уклонистских» элементов в компартиях Латинской Америки.
В ходе крупнейшего партийного раскола 1968 года партию покинули возглавленные Отто Варгасом маоисты, которые основали Революционную коммунистическую партию Аргентины.
Руководство партии неоднократно обращалось в ЦК КПСС с просьбой об удалении из журнала «Проблемы мира и социализма» Кивы Майданика, активно критиковавшего КПА за «догматизм».
В 1996 году в результате ещё одного раскола была образована Коммунистическая партия Аргентины (Внеочередной съезд). КПА же в 1997 году вступила в альянс с троцкистским Социалистическим движением трудящихся под названием «Объединённая левая» (Izquierda Unida).
В 2007 году Коммунистическая партия объединилась с Гуманистической партией в Широкий латиноамериканский фронт. С 2008 года большинство членов Компартии стало поддерживать правительство Кристины Киршнер.

## Руководители
Генеральные секретари:
| Период    | Ф.И.О.                    | Оригинал (исп.)          | Примечание |
| --------- | ------------------------- | ------------------------ | ---------- |
| 1918-1918 | Рекабаррен, Луис Эмилио   | Luis Emilio Recabarren   |            |
| 1918-1924 | Джихольди, Родольфо Хосе  | Rodolfo José Ghioldi     |            |
| 1924-1926 | Кантор, Моисей Исаакович  | Moisés Isaakovich Cantor |            |
| 1926-1928 | Пенелон, Хосе Фернандо    | José Fernando Penelón    |            |
| 1928-1936 | Джихольди, Орест Томас    | Orestes Tomás Ghioldi    |            |
| 1936-1938 | Сомми, Луис Виктор        | Luis Víctor Sommi        |            |
| 1938-1941 | Арнедо Альварес, Херонимо | Gerónimo Arnedo Álvarez  |            |
| 1941-1963 | Кодовилья, Викторио       | Victorio Codovilla       |            |
| 1963-1980 | Арнедо Альварес, Херонимо | Gerónimo Arnedo Álvarez  |            |
| 1981-1989 | Фава, Атос                | Athos Fava               |            |
| 1989-2016 | Эчегарай, Патрисио        | Patricio Echegaray       |            |
| 2016-н.в. | Кот, Виктор               | Victor Kot               |            |